# William Blake
William Blake (født 28. november 1757 i London i Storbritannien, død 12. august 1827 sammesteds) var en engelsk digter, kunstner, forfatter eller "opfinder og trykker," som han underskrev sig i mange af sine bøger.
Selv om Blakes visuelle kunst og poesi betragtes adskilt, fik han dem ofte til at arbejde sammen i sin kunst, som på en gang udfordrede og overflødiggjorde konventioner for, hvordan en bog skulle være. På trods af hans optagethed af Bibelen og arbejde med at illustrere f.eks. Jobs Bog blev Blakes kærlighed til kristendommen nuanceret af hans kritiske holdning til den etablerede kirke. 

## Historie
William Blake blev født i en middelklasse-familie på Broad Street i London d. 28. november 1757. Han var tredje barn af syv og voksede op med fire søskende, da to af brødrene døde som spæde.
Blake fik aldrig en decideret skoleuddannelse, men blev undervist af sin mor i hjemmet. Familien tilhørte ikke den anglikanske kirke, men var dissenter. Blake blev tidligt påvirket og inspireret af Bibelen og forblev det gennem hele livet. 
Blake begyndte at gravere tegninger af græske antikviteter, som hans far købte. I dem så han første gang  klassiske værker og tegninger af Raphael, Michelangelo, Marten Heemskerk og Albrecht Dürer.
Forældrene indskrev ham på en tegneskole. Han begyndte ivrigt at læse og blev interesseret i poesi.
I 1772 kom han i lære hos gravøren James Basire i Great Queen Street. Læretiden varede til 1779, hvor Blake var en 21-årig professionel gravør.

## Værker
- 1795 – Isaac Newton
- Digtet Jerusalem fra 1804 er tonesat af Hubert Parry i 1916.

## Andet
I 1998 udgav det norske metalband Ulver hyldestpladen Themes from William Blake's The Marriage of Heaven and Hell.
Blake var vegetar[kilde mangler], mystiker[kilde mangler] og swedenborgianer[kilde mangler].